# Sławomir Zych
Sławomir Zych (ur. 10 maja 1973 w Rzeszowie) – polski duchowny katolicki, doktor habilitowany.

## Życiorys
Pochodzi z Niechobrza. Ukończył szkołę podstawową w Racławówce i I Liceum Ogólnokształcące im. ks. Stanisława Konarskiego w Rzeszowie. Jako alumn diecezji rzeszowskiej studiował filozofię i teologię w Wyższym Seminarium Duchownym w Przemyślu, a następnie w Wyższym Seminarium Duchownym w Rzeszowie. W 1998 roku ukończył studia i uzyskał tytuł magistra na Wydziale Teologii Katolickiego Uniwersytetu Lubelskiego za pracę Szpital ubogich przy kościele parafialnym w Zabierzowie w latach ok. 1619-1939 napisaną pod kierunkiem Stanisława Nabywańca. W tym samym roku przyjął święcenia kapłańskie z rąk biskupa Kazimierza Górnego.
Od 1998 do 2000 roku był wikariuszem w parafii św. Brata Alberta w Kolbuszowej. W 2000 roku rozpoczął studia specjalistyczne w Instytucie Historii Kościoła KUL. Podczas ich trwania pracował jako administrator parafii Matki Bożej Królowej Polski w Woli Zgłobieńskiej oraz w Kurii Diecezjalnej i Archiwum Diecezjalnym w Rzeszowie. 16 października 2006 roku został asystentem, 1 stycznia 2010 roku adiunktem, a 1 września 2022 roku dyrektorem Ośrodka Badań nad Polonią i Duszpasterstwem Polonijnym KUL. 23 kwietnia 2009 roku uzyskał stopień naukowy doktora w zakresie historii na podstawie pracy Funkcjonowanie diecezji przemyskiej obrządku łacińskiego w warunkach okupacji niemieckiej i sowieckiej, która została napisana pod kierunkiem Zygmunta Zielińskiego.
12 grudnia 2018 roku habilitował się w dziedzinie nauk humanistycznych, w dyscyplinie historia. Jego pracą habilitacyjną były Kościelne dzieje Nowego Żmigrodu w okresie przynależności do diecezji przemyskiej obrządku łacińskiego (1805-1992). 

## Odznaczenia i nagrody
- Honorowy Kapelan Leśników, 2006[1]
- Nagroda Burmistrza Kolbuszowej w dziedzinie upowszechniania kultury za rok 2013[1]
- Zasłużony dla Miasta i Gminy Kolbuszowa, 2015[1]
- Brązowy Krzyż Zasługi, 2019[1]
- Zasłużony dla Łowiectwa Rzeszowszczyzny, 2022[1]
- Odznaka Honorowa Powiatu Kolbuszowskiego, 2024[4]
- Tytuł honorowego obywatela Kolbuszowej, 2025[5]

## Dorobek naukowy
Jego zainteresowania naukowe koncentrują się wokół dziejów emigracji z ziem polskich, Polonii i duszpasterstwa polonijnego oraz dziejów diecezji przemyskiej i rzeszowskiej i poszczególnych ośrodków kościelnych. Ważną częścią jego dorobku naukowego zajmują publikacje związane z Kolbuszową, Sokołowem Małopolskim i okolicami tych miast. Do 2019 roku ukazało się 15 książek pod jego redakcją. Jest również autorem lub współautorem innych pozycji wydawniczych.
Piastował funkcję redaktora naczelnego w Roczniku Kolbuszowskim (2009–2021), roczniku Studia Polonijne (od 11 października 2017), kwartalniku Zwiastowanie (od 2018) i roczniku Resovia Sacra (od 2020).
Jest członkiem rad naukowych Ateneum Kapłańskiego, Premislia Christiana, Rocznika Sokołowskiego i Rocznika Mieleckiego.